# Плетории
Плеториите (на латински: Plaetoria gens) са римска плебейска фамилия с името Плеторий (Plaetorius). Проявяват се през 2 век пр.н.е.
Имат когномен Цестиан, идващо от Цестус (Cestus), което показва, че се сродяват с фамилията Цестии чрез осиновяване.
Известни с това име:
- Марк Плеторий, народен трибун, претор 240 пр.н.е.
- Плеторий, народен трибун преди 192 пр.н.е., закона Lex Plaetoria
- Плеторий, народен трибун преди 175 пр.н.е.
- Гай Плеторий, легат, изпатен при цар Генций (181 – 168 пр.н.е.) в Илирия
- Луций Плеторий Цестиан, Магистър на Монетния двор 71 пр.н.е.
- Марк Плеторий Цестиан, претор 67 пр.н.е.
- Марк Плеторий Цестиан, управител на Македония 63 пр.н.е.
- Луций Плеторий Цестиан, квестор при Брут през 42 пр.н.е.
- Плеторий Непот, сенатор, приятел на император Адриан